# 盛隆寺 (中野市)
盛隆寺（せいりゅうじ）は、長野県中野市大字間山字川端342にある曹洞宗の寺院である。山ノ内町横湯山温泉寺（長野県下高井郡山ノ内町字平穏、渋温泉高薬師）の末寺で山号は間嶂山（かんしょうざん）。本尊は釈迦牟尼仏。

## 概要
間山集落の中央上のある盛隆寺(曹洞宗)の地は、1532～55年(天文年間)臨済宗南禅寺(京都五山のひとつ)の僧禅隆が草庵をむすんだところであるという。盛隆寺の開祖は温泉寺(山ノ内町)の五代住職融山。融山は当時間山村の領主だった近藤政成に間山に隠居することを許され、家臣白崎宗兵衛より間山村肝煎(名主)に申し伝えられた。「田中の温泉寺、間山村へ隠居したい旨を、江戸の信濃守(近藤政成)に申し上げたところ、おゆるしになった。したがって村の荒れ地十石の所を寄進するので、早く引っ越し下さるようとのこと。元和四年(1648)三月二十日　白崎宗兵衛間山村肝煎　黒鳥勘右衛門　殿」とある。この黒鳥氏を中心に土屋氏などと、吉田村(中野市)の竹内氏、越村(中野市)の小林氏などが協力して堂宇を造り、寺の山号を間嶂山(屏風のように連なる峰の間)、寺号を盛隆禅隆からとり、「盛隆寺」と名づけた。　

## 本堂
盛隆寺四世全逸の代の1695年（元禄八年）本堂を再建、1697年(元禄十年)庫裡を再建した。五世保珊の代の1705年(宝永二年)に衆寮を造り、八世冠宗の代の1743年(寛保三年)に山門を造営、吉川啓道の代の1850年(嘉永三年)庫裡を再建した。

## 歴史
- 1532～55年(天文年間)臨済宗南禅寺(京都五山のひとつ)の僧禅隆が草庵をむすんだところであるという。
- 1618年 (天保四年)　渋・温泉寺の末寺で五代の僧融山東祝和尚の開山
- 1648年 (慶安元年)　代二世嶺誉代、中野市吉田に薬王山隆源寺を建立、開山となる。
- 1655年 (明歴元年)　中野市間長瀬に清水山盛昌寺を建立、開祖となる。
- 1695年 (元禄八年)　盛隆寺四世全逸の代に本堂を再建
- 1697年 (元禄十年)　庫裡を再建した。
- 1705年 (宝永二年)　五世保珊の代に衆寮を造る。
- 1743年 (寛保三年)　八世冠宗の代のに山門を造営する。
- 1850年 (嘉永三年)　吉川啓道の代に庫裡を再建した。

## 境内

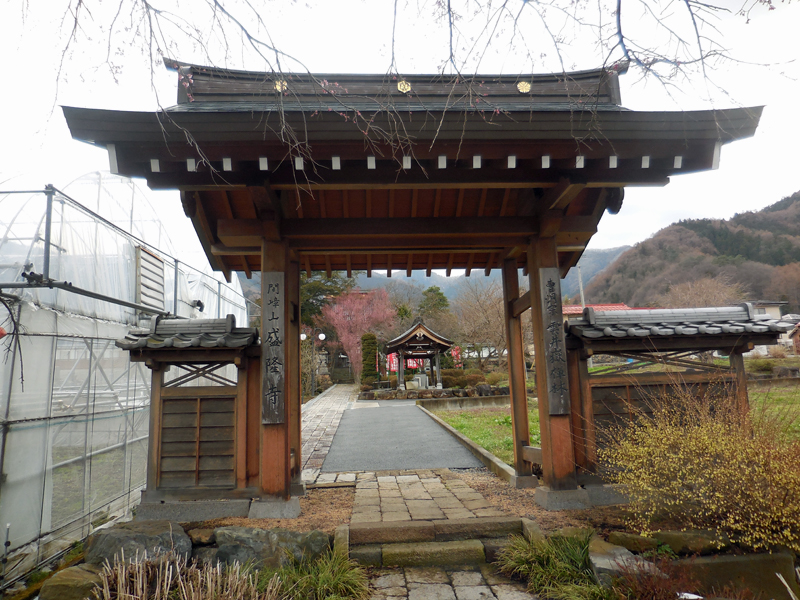
盛隆寺總門

- 盛隆寺總門總門
- 鐘楼門
- 本堂
- 庫裡
- 衆寮
- 手水舎

## 歴代
- 開山　　　融山東祝大和尚
- 二世　　　嶺誉
- 四世　　　全逸
- 五世　　　保珊
- 八世　　　冠宗
- 十八世　　西沢顕風
- 二十世　　吉川鳳仙
- 二十一世　吉川哲仙
- 二十二世　吉川矩雄　前住職
- 二十三世　吉川澄心　住職